# Meloe saharensis
Meloe saharensis là một loài bọ cánh cứng trong họ Meloidae. Loài này được Chobaut miêu tả khoa học năm 1898.